# Devon Myles Brown
Devon Myles Brown (Westville, 21 mei 1992) is een Zuid-Afrikaans zwemmer. 

## Biografie
Op de Wereldkampioenschappen zwemmen 2013 eindigde hij zesde op de 400m vrije slag.
Tijdens de Wereldkampioenschappen zwemmen 2015 eindigde hij 10e op de 200m vrije slag.

## Internationale toernooien
| Jaar | Olympische Spelen | WK langebaan                                                                      | WK kortebaan                                                                       | PanPacs       | Gemenebestspelen                                             |
| ---- | ----------------- | --------------------------------------------------------------------------------- | ---------------------------------------------------------------------------------- | ------------- | ------------------------------------------------------------ |
| 2013 |                   | 6e 400m vrije slag 16e 800m vrije slag 17e 1500m vrije slag 11e 4x100m vrije slag |                                                                                    |               |                                                              |
| 2014 |                   |                                                                                   | 17e 200m vrije slag 11e 400m vrije slag 4e 4x200m vrije slag 11e 4x100m vrije slag | geen deelname | 9e 400m vrije slag · 8e 1500m vrije slag · 4x200m vrije slag |
| 2015 |                   | 10e 200m vrije slag 18e 400m vrije slag 28e 800m vrije slag                       |                                                                                    |               |                                                              |

## Persoonlijke records
Bijgewerkt tot en met 18 augustus 2015

### Kortebaan
| Afstand         | Tijd    | Datum           | Plaats    |
| --------------- | ------- | --------------- | --------- |
| 200m vrije slag | 1.42,78 | 29 oktober 2014 | Tokio     |
| 400m vrije slag | 3.37,91 | 7 augustus 2013 | Eindhoven |

### Langebaan
| Afstand         | Tijd    | Datum           | Plaats |
| --------------- | ------- | --------------- | ------ |
| 200m vrije slag | 1.46,85 | 3 augustus 2015 | Kazan  |
| 400m vrije slag | 3.46,08 | 13 april 2015   | Durban |